# ریگاتونی
ریگاتونی (به ایتالیایی: Rigatony)[riɡaˈto:ni] نوعی پاستای لوله‌ای‌شکل است. قطر و طول آن می‌تواند متفاوت باشد.  ریگاتونی بزرگتر از پنه و زیتی است و گاهی اوقات انحنای کمی هم دارد، اما نه به اندازه ماکارونی. از شاخصه‌های ریگاتونی خطوط برجسته‌ای است که در طول خود دارد که گاهی دور لوله می‌پیچد.  برخلاف پنه،  مقطع ریگاتونی را مورب  برش نمی‌زنند و  عمود بر دیواره‌های لوله بریده می‌شود.
نام  ریگاتونی  از کلمه ایتالیایی rigato  گرفته شده که به معنی طرح کبریتی یا خط دار است. این نوع پاستا از نواحی جنوبی و مرکزی  ایتالیا می‌آید.  به انواع کوچک‌تر آن ریگاتونچینی می‌گویند که تقریباً اندازه پنه است. 
ریگاتونی در جنوب ایتالیا ، به ویژه در سیسیل بسیار محبوب است. نسبت به پاستاهای صاف مانند زیتی، برجستگی‌های روی ریگاتونی کمک می‌کند سس و پنیر رنده شده بهتر به پاستا بچسبد. 